# Das Parfüm der Mrs. Worrington
Das Parfüm der Mrs. Worrington ist ein deutscher Detektivfilm aus dem Jahre 1925 der Filmreihe Stuart Webbs. Die Titelrolle spielt Ernst Reicher.

## Handlung
Ein Bankier, der undurchsichtige Geschäfte betreibt, hat einen Drohbrief erhalten und bittet Stuart Webbs um Beistand. Noch am selben Tag wird der Mann ermordet, jedoch nicht vom Absender des Schreibens. In Verdacht, die Tat verübt zu haben, geraten gleich drei Personen: die Frau des Bankiers, der Verlobte ihrer Schwester und der Freund der Bankiersgattin. Der Meisterdetektiv geht sämtlichen Spuren nach und stößt schließlich auf eine Tänzerin, zu der der Bankier in Beziehung stand. Webbs kann ihr die Tat nachweisen und mit dem Sekretär des Bankiers auch noch einen Mitwisser dingfest machen.

## Produktionsnotizen
Das Parfüm der Mrs. Worrington wurde im Frühling 1925 im Atelier von Geiselgasteig bei München gedreht. Der Film passierte die Zensur am 25. Juni 1925 und erhielt Jugendverbot. Die Uraufführung fand am 10. Juli 1925 in der Schauburg statt. In Österreich konnte man Das Parfüm der Mrs. Worrington ab dem 20. November 1925 sehen. Der sechsaktige Film besaß eine Länge von 1903 Metern.
Ludwig Reiber und Otto Voelckers schufen die Bauten.
'Manfred Kömpel' war der Künstlername von Franz Kömpel (1895–1944), der aus Würzburg gebürtig war und nachmals als André Pilot, auch: Manfred Kömpel-Pilot, beim Tonfilm eine Karriere als Operettensänger machte.

## Kritik
In Paimann’s Filmlisten ist zu lesen: „Das Sujet ist recht gearbeitet, die Darstellung in den meisten Rollen gut, die Aufmachung entsprechend die Photos mit Ausnahme weniger Szenen passabel. Dazu kommt noch die zweifellose Zugkraft, welche die Stuart-Webbs-Bilder bei manchen Publikum ausüben.“